# Dia fosc de Nova Anglaterra
El dia fosc de Nova Anglaterra es refereix a un esdeveniment que va succeir el 19 de maig de 1780, en què es va observar un inusual enfosquiment del cel diürn a la regió de Nova Anglaterra (Estats Units) i a l'àrea adjacent del Canadà.
Es creu que la causa principal va ser la combinació del fum d'un incendi forestal, una fina boira i un dia ennuvolat. La foscor va ser tanta que es necessitava usar espelmes des del migdia fins a la nit, i no es va dispersar fins a la mitjanit següent.

## Abast de la foscor
El Dia Fosc va tenir lloc a l'est del Canadà i en els sis estats que conformen la regió de Nova Anglaterra (Maine, Nou Hampshire, Vermont, Massachusetts, Rhode Island i Connecticut), i va ser descrit com «únic en la seva espècie», «inexplicable enfosquiment» i «d'extensió notable» per intel·lectuals i testimonis.
Segons el professor Samuel Williams del Harvard College, la foscor va ser vista almenys fins al nord de Portland (Maine), i es va estendre cap al sud cap a Nova Jersey. La foscor no va ser presenciada a Pennsilvània.

## Progrés
L'informe més primerenc de la foscor va venir de Rupert (Vermont), on el Sol ja no era visible a l'alba.
| « | Al matí va sortir el Sol radiant, però ràpidament es va amagar. Van aparèixer núvols negres i va haver-hi trons i llamps. Al voltant de les nou del matí el cel va adoptar un to rogenc. Pocs minuts més tard un núvol negre i espès va cobrir tot el cel excepte una estreta vora a l'horitzó i es va posar tan fosc com a les nou del vespre a l'estiu. Les aus van tornar al corral i el bestiar dormia mentre les granotes i els ratpenats sortien per aprofitar la «nit». Després de les onze del matí la foscor es va tornar extremadament densa. En acabar la tarda, el cel va quedar parcialment buit i va aparèixer el Sol enfosquit per una boirina densa i negra. Al arribar la nit, la foscor no va ser menys terrorífica. Encara que hi havia lluna gairebé plena, els objectes no es distingien sense l'ajuda de llum artificial. Després de la mitjanit, la foscor es va esvair i la lluna va aparèixer amb aparença de sang. | » |

El professor Samuel Williams va observar des de Cambridge (Massachusetts): «Aquesta foscor extraordinària va transcórrer entre les 10 i les 11 del matí i va continuar fins a la meitat de la nit següent».
El reverend Ebenezer Parkham de Westborough, (Massachusetts) va informar que la màxima foscor es va produir «al migdia», però no va registrar el moment quan es va iniciar.
Al Harvard College, es va informar que la foscor va començar a les 10.30 h del mati, va arribar al màxim a les 12.45 h, i disminuint fins a les 13.10 h, però un fort núvol es va mantenir durant la resta del dia. Es va informar que l'obscuritat havia arribat fins a Barnstable (Massachusetts) a les 14.00 h, i va quedar una mica de foscor fins a les 17:30 h.

## Possibles causes
Durant diversos dies abans del Dia Fosc, el Sol vist des de Nova Anglaterra semblava ser vermell i el cel semblava groc. Els informes contemporanis també van indicar que van caure partícules i cendres a moltes parts de Nou Hampshire, formant una capa de 15 cm de gruix. Mentre que la foscor estava present, es va observar que l'aigua recollida dels rius i de la pluja estava barrejada amb sutge, suggerint la presència de fum. Un testimoni va informar que es va produir una forta olor en l'atmosfera, i que l'aigua de pluja tenia una pel·lícula lleugera que estava formada per partícules de fulles cremades i cendres. A més, quan va arribar la nit, els observadors van veure la Lluna vermella. En algunes zones de Nova Anglaterra, el matí del 19 de maig de 1780 es va caracteritzar per la pluja, indicant que la cobertura de núvols era present.
Els diaris de la data no parlen de boires ni d'incendis; els titulars informaven sobre un «dia sobrenatural», una cosa que mai havia passat. Actualment sabem que alguna cosa semblant mai ha tornat a passar (va ocórrer un esdeveniment similar a la ciutat de Buenos Aires el 12 d'agost de 2011, quan en ple migdia la ciutat es va veure enfosquida durant cinc minuts degut a un dens núvol, creant així una imatge apocalíptica).
Les boires no podien seguir essent-hi a les 10.00 h, encara que fos tardor (i aquest dia era primavera), de manera que queda descartada la boira. Els llibres parlen d'animals que es dirigien cap a les seves quadres de manera tranquil·la, cosa que no hagués estat possible amb la presència de molt de fum. Va haver-hi tanta foscor que es va necessitar usar espelmes des del migdia fins a la nit, i la foscor no es va dispersar fins a la mitjanit.
La causa probable del Dia Fosc va ser el fum d'extensos incendis forestals. Quan un foc no mata un arbre i l'arbre més tard creix, es poden veure les marques de la cicatriu en els anells de creixement. Això fa possible aproximar la data d'un incendi passat. Els investigadors que examinen les cicatrius dels arbres d'Ontario (Canadà) atribueixen el Dia Fosc a un gran incendi a la zona que avui és ocupada pel Parc Provincial d'Algonquin.

## Interpretacions religioses
Atès que la tecnologia de les comunicacions del dia era primitiva, la majoria de la gent va trobar que la foscor era desconcertant i inexplicable. Van començar a aparèixer moltes interpretacions religioses per a explicar l'esdeveniment.
A Connecticut, un membre del Consell del Governador (anomenat Senat Estatal de Connecticut a partir de 1818), Abraham Davenport, es va fer més famós per la seva resposta als temors dels seus col·legues dient que era el Dia del Judici Final:
| « | Estic en contra de l'ajornament. El dia del Judici s'acosta o no. Si no ho és, no hi ha cap causa per a un ajornament; si és així, trio trobar-me fent el meu deure. Desitjo per tant que es pugui portar espelmes. | » |

El coratge de Davenport es va commemorar en el poema Abraham Davenport de John Greenleaf Whittier. També per Edwin Markham en el seu poema A Judgment Hour, que es troba a The Gates of Paradise and Other Poems d'Edwin Markham (Doubleday 1928 pàgina # 36).
Un adventista del setè dia, Arthur S. Maxwell, menciona aquest esdeveniment a la sèrie The Bible Story (vol. 10). Alguns estudiosos adventistes progressistes no ho interpreten com a senyal que Jesús tornarà aviat. Els adventistes històrics i conservadors tradicionals, que ocupen els escrits d'Ellen White en un sentit superior, encara consideren aquesta data com un dels compliments de les profecies bíbliques.